# Spiniderolus euparus
Spiniderolus euparus là một loài bọ cánh cứng trong họ Cerambycidae.